# 중화민국 입법원
중화민국 입법원은 대만에서 최고의 입법 기관이다. 단원제를 채택하고 있다. 수장은 입법원장이다.
행정원 감독, 일반 법안의 심의 의결에 관한 업무를 맡고 있다. 입법원의 대표인 입법원장은 대한민국의 국회의장과 역할이 비슷하다.
쑨원의 5권 분립의 헌법 이론에 따라, 행정원, 사법원, 고시원, 감찰원과 함께 설립되었다.

## 역대 입법원장

### 헌법시행 이전
| 대   | 이름               | 취임일          | 퇴임일          | 부원장                                                          |
| ---- | ------------------ | --------------- | --------------- | --------------------------------------------------------------- |
| 1    | 후한민(胡漢民)     | 1928년 10월 8일 | 1931년 3월 2일  | 린썬(林森)                                                      |
| 2    | 린썬(林森)         | 1931년 3월 2일  | 1932년 1월 1일  | 샤오위안총(邵元沖)                                              |
| 대리 | 사오위안충(邵元沖) | 1931년 3월 2일  | 1932년 1월 1일  |                                                                 |
| 3    | 장지(張繼)         | 1932년 1월 1일  | 1932년 1월 28일 | 탄전(覃振)                                                      |
| 대리 | 친전(覃振)         | 1932년 1월 1일  | 1932년 5월 14일 |                                                                 |
| 대리 | 사오위안충(邵元沖) | 1932년 5월 14일 | 1933년 1월 12일 |                                                                 |
| 4    | 쑨커(孫科)         | 1933년 1월 12일 | 1948년 5월 17일 | 예추창(葉楚傖)→웨이다오밍(魏道明)→우톄청(呉鉄城)→천리푸(陳立夫) |

### 헌법시행 후
| 대   | 회기 | 이름             | 취임일           | 퇴임일           | 소속 정당  |
| ---- | ---- | ---------------- | ---------------- | ---------------- | ---------- |
| 1    | 1    | 쑨커(孫科)       | 1948년 5월 17일  | 1948년 12월 24일 | 중국국민당 |
| 2    | 1    | 퉁관셴(童冠賢)   | 1948년 12월 24일 | 1950년 12월 1일  | 중국국민당 |
| 3    | 1    | 류젠췬(劉健群)   | 1950년 12월 5일  | 1951년 10월 19일 | 중국국민당 |
| 대리 | 1    | 황궈슈(黄国書)   | 1951년 10월 19일 | 1952년 3일 11일  | 중국국민당 |
| 4    | 1    | 장다오판(張道藩) | 1952년 3일 11일  | 1961년 2월 20일  | 중국국민당 |
| 5    | 1    | 황궈슈           | 1961년 2월 28일  | 1972년 2월 22일  | 중국국민당 |
| 대리 | 1    | 니원야(倪文亜)   | 1972년 2월 22일  | 1972년 4월 28일  | 중국국민당 |
| 6    | 1    | 니원야           | 1972년 5월 28일  | 1988년 12월 20일 | 중국국민당 |
| 대리 | 1    | 류쿼차이(劉闊才) | 1988년 10월 18일 | 1989년 2월 24일  | 중국국민당 |
| 7    | 1    | 류쿼차이         | 1989년 2월 24일  | 1990년 12월 2일  | 중국국민당 |
| 대리 | 1    | 량쑤룽(梁肅戎)   | 1990년 12월 2일  | 1991년 2월 27일  | 중국국민당 |
| 8    | 1    | 량쑤룽           | 1991년 2월 27일  | 1991년 12월 31일 | 중국국민당 |
| 9    | 1    | 류쑨판(劉松藩)   | 1992년 1월 17일  | 1993년 2월 1일   | 중국국민당 |
| 10   | 2    | 류쑨판           | 1993년 2월 1일   | 1996년 2월 1일   | 중국국민당 |
| 11   | 3    | 류쑨판           | 1996년 2월 1일   | 1999년 2월 1일   | 중국국민당 |
| 12   | 4    | 왕진핑(王金平)   | 1999년 2월 1일   | 2000년 2월 1일   | 중국국민당 |
| 13   | 5    | 왕진핑           | 2000년 2월 1일   | 2005년 2월 1일   | 중국국민당 |
| 14   | 6    | 왕진핑           | 2005년 2월 1일   | 2008년 2월 1일   | 중국국민당 |
| 15   | 7    | 왕진핑           | 2008년 2월 1일   | 2012년 2월 1일   | 중국국민당 |
| 16   | 8    | 왕진핑           | 2012년 2월 1일   | 2016년 2월 1일   | 중국국민당 |
| 17   | 9    | 쑤자취안(蘇嘉全) | 2016년 2월 1일   | 2020년 2월 1일   | 민주진보당 |
| 18   | 10   | 유시쿤(游錫堃)   | 2020년 2월 1일   | 2024년 2월 1일   | 민주진보당 |
| 19   | 11   | 한궈위(韓國瑜)   | 2024년 2월 1일   | 현직             | 중국국민당 |

## 역대 의석
제1기 입법위원(임기 : 1948년~1991년) : 전체 165명 중국국민당 일당 체제
제2기 입법위원(임기 : 1992년~1995년) : 전체 153명 중국국민당 91명 민주진보당 50명 신당 5명 무소속 7명
제3기 입법위원(임기 : 1996년~1999년) : 전체 153명 중국국민당 78명 민주진보당 47명 신당 17명 건국당 2명 무소속 5명
제4기 입법위원(임기 : 2000년~2003년) : 전체 207명 중국국민당 108명 민주진보당 59명 친민당 17명 신당 7명 건국당 1명 무소속 15명
제5기 입법위원(임기 : 2004년~2007년) : 전체 217명 민주진보당 80명 중국국민당 66명 친민당 44명 대만단결연맹 12명 무당단결연맹 11명 신당 1명 무소속 3명
제6기 입법위원(임기 : 2008년~2011년) : 전체 217명 중국국민당 90명 민주진보당 88명 친민당 20명 대만단결연맹 7명 무당단결연맹 6명 무소속 6명
제8기 입법위원(임기 : 2012년~2015년) : 전체 113명 중국국민당 65명 민주진보당 40명 친민당 2명 대만단결연맹 3명 무당단결연맹 1명 민국당 1명 무소속 1명
제9기 입법위원(임기 : 2016년~2019년) : 전체 113명 민주진보당 68명 중국국민당 35명 시대역량 5명 친민당 3명 무당단결연맹 1명 무소속 1명
제10기 입법위원(임기 : 2020년~2023년) : 전체 113명 민주진보당 61명 중국국민당 38명 타이완 민중당 5명 시대역량 3명 대만기진 1명 무소속 5명
제11기 입법위원(임기 : 2024년~ ) : 전체 113명 중국국민당 52명 민주진보당 51명 타이완 민중당 8명 무소속 2명

## 같이 보기
- 대만
- 오권분립